# Dolores Gassós
Dores Gassós Laviña (Barbastro, 1952) é uma escritora e tradutora espanhola.

## Biografia
Filha primogénita do casal formado por Cristino Gasós Mur e Dores Laviña Betés, passou sua infância em Ariéstolas, uma pequena aldeia da província de Huesca, propriedade de seus pais e da família Espluga, onde aprendeu a amar a natureza e a liberdade.
Em 1976 licenciou-se em História e Geografia pela Universidade de Navarra.
Durante a década de 1970 estabeleceu-se em Barcelona, com o propósito de trabalhar no mundo editorial. Em Praça e Janés Editores fez parte da equipa que elaborou a versão espanhola da enciclopedia Lexikotek, publicada previamente em alemão pela editorial Bertelsmann.
De 2002 a 2005 publicou em Random House Mondadori a colecção Conhecer Espanha por seus Museus, Conhecer Espanha por seus castelos, Conhecer Espanha por suas catedrais, e Conhecer Espanha por seus monastérios.
Em 2004 elaborou os quatro títulos dedicados a Índia, China, Mayas e Vikingos da colecção de grandes civilizações explicadas a crianças, publicada pela Parramón Edições. Também pela Parramón, publicou em 2005 O atlas básico de explorações e descobertas, um breve percurso pelos avanços tecnológicos e cientistas da humanidade desde os inícios da história, que inclui também as grandes descobertas geográficas.
Entre outros títulos, é autora de várias guias turísticas de Espanha e suas comunidades autónomas.
Sua primeira novela, No ano em que fui uma personagem de ficção, apareceu em 2013 em Ushuaia Edições.  É a primeira entrega da trilogía de Laura Samitier, à que também pertence No ano em que vivi perigosamente, publicada em 2016.